# Gemeentehuis van Leidschendam
Het gemeentehuis van Leidschendam is gelegen in de Nederlandse plaats Leidschendam, provincie Zuid-Holland. Het gemeentehuis is in 1940 gebouwd naar ontwerp van architect Alexander Kropholler in de stijl van de Delftse School. Kropholler ontwierp ook 32 woningen aan de Raadhuislaan en omgeving, die tegelijkertijd zijn gebouwd. Het gemeentehuis werd gebouwd als onderkomen voor de gemeenteraad van de nieuwe gemeente die ontstond na de in 1938 opgeheven gemeente Veur en Stompwijk. In 1941 opende toenmalig burgemeester Hendrik Banning het pand.
Het gebouw heeft een symmetrische voorgevel met in het midden een verhoogd gelegen hoofdingang, te bereiken via een portaal. Boven de entree is een balkon met opengewerkte borstwering. Boven de balkondeur is een rechthoekige, wit geglazuurde plaat aangebracht met het jaartal 1940. In het midden staat het wapen van Leidschendam tussen de kleinere wapens van Veur en Stompwijk.
De gangbare benaming voor het pand is raadhuis, wat onder meer terugkomt in de straatnaamgeving Raadhuislaan en Raadhuisplein.
In 1961 en 1978 werd het gemeentehuis uitgebreid, steeds gebaseerd op de ideeën van Kropholler. Na het samengaan van Voorburg en Leidschendam als een gemeente in 2002 bleef het gemeentehuis in gebruik voor de nieuwe gemeente Leidschendam-Voorburg.
Het gemeentehuis is erkend als rijksmonument.

## Trivia
Tot halverwege de jaren zeventig had het Raadhuis geen officieel adres of huisnummer. Met de invoering van postcodes werd het noodzakelijk dat elk gebouw een adres kreeg, maar gezien de ligging van het Raadhuis aan het begin van de Koningin Wilhelminalaan zou er een hernummering van de woonhuizen aan die straat moeten plaatsvinden. In plaats daarvan werd er in 1983 voor gekozen om de oprijlaan van het Raadhuis als afzonderlijke straat te beschouwen: het Raadhuisplein, met als enige adres Raadhuisplein 1, 2264 BP Leidschendam.